# Caino
Caino là một đô thị trong tỉnh tỉnh Brescia thuộc vùng Lombardia, Ý. Đô thị này có diện tích 17 km², dân số 1613 người. Các đô thị giáp ranh gồm: Agnosine, Lumezzane, Nave, Serle, Vallio Terme  Lưu trữ ngày 20 tháng 2 năm 2023 tại Wayback Machine